# Coldfoot
Coldfoot és una concentració de població designada pel cens dels Estats Units a l'estat d'Alaska. Segons el cens del 2000 tenia 13 habitants.

## Demografia
Segons el cens del 2000, Coldfoot tenia 13 habitants. La densitat de població era de 0,1 habitants/km².
Dels 6 habitatges en un 33,3% hi vivien nens de menys de 18 anys, en un 33,3% hi vivien parelles casades, en un 0% dones solteres, i en un 66,7% no eren unitats familiars. En el 50% dels habitatges hi vivien persones soles el 0% de les quals corresponia a persones de 65 anys o més que vivien soles. El nombre mitjà de persones vivint en cada habitatge era de 2,17 i el nombre mitjà de persones que vivien en cada família era de 4.
Per edats la població es repartia de la següent manera: un 23,1% tenia menys de 18 anys, un 7,7% entre 18 i 24, un 38,5% entre 25 i 44, un 30,8% de 45 a 60 i un 0% 65 anys o més.
L'edat mediana era de 40 anys. Per cada 100 dones hi havia 225 homes. Per cada 100 dones de 18 o més anys hi havia 233,3 homes.
La renda mediana per habitatge era de 61.250 $ i la renda mediana per família de 0 $. Els homes tenien una renda mediana de 0 $ mentre que les dones 0 $. La renda per capita de la població era de 42.620 $. Cap de les famílies estaven per davall del llindar de pobresa.

## Poblacions més properes
El següent diagrama mostra les poblacions més properes.